# Liu Yifei
Liu Yifei (刘亦菲S, Liú YìfēiP), pseudonimo di Crystal Liu (nata An Feng, 安風T, 安风S, Ān FēngP; Wuhan, 25 agosto 1987), è un'attrice, modella e cantante cinese naturalizzata statunitense.

## Biografia
Figlia di un professore universitario e di una ballerina, che divorziarono quando Liu aveva sette anni. Dopo il divorzio dei suoi genitori visse con la madre, Liu Xiao Li, e il suo nome fu cambiato in Liu Ximeizi. Cominciò la carriera di modella quando aveva otto anni e studiò musica, danza e pianoforte. Si trasferì negli Stati Uniti nel 1998 con sua madre e vissero lì per quattro anni. Ritornò in Cina nel giugno del 2002 per intraprendere la carriera di attrice e adottò il nome d'arte di Liu Yifei.
Nel settembre successivo fu accettata nel Performance Institute of Beijing Film Academy all'età di 15 anni. In questo periodo si fa conoscere al grande pubblico cinese con la sua prima apparizione nel serial televisivo Tian long ba bu. Si è diplomata alla Beijing Film Academy nel giugno del 2006. Nel 2008 interpreta Golden Sparrow nel film Il regno proibito, a fianco di Jackie Chan e Jet Li. Nel novembre 2017 ottiene il ruolo di Mulan nell'omonima trasposizione live action del film Disney del 1998, in uscita nel 2020.
È stata al centro di varie critiche dopo aver espresso supporto alla polizia nelle proteste a Hong Kong.

## Filmografia

### Cinema
- Wu yue zhi lian, regia di Hsu Hsiao-ming (2004)
- Lian ai da ying jia, regia di Chu Yen-ping (2004)
- Abao de gushi, regia di Yu Min - cameo (2006)
- Il regno proibito (The Forbidden Kingdom), regia di Rob Minkoff (2008)
- Love in Disguise (Lian ai tong gao), regia di Leehom Wang (2010)
- A Chinese Ghost Story (Sien nui yau wan), regia di Wilson Yip (2011)
- White Vengeance (Hong Men Yan), regia di Daniel Lee (2011)
- The Four (Si da ming bu), regia di Gordon Chan e Janet Chun (2012)
- The Assassins (Tong que tai), regia di Zhao Linshan (2012)
- The Four 2 (Si da ming bu II), regia di Gordon Chan e Janet Chun (2013)
- The Four 3 (Si da ming bu III), regia di Gordon Chan e Janet Chun (2014)
- Lu shui hong yan, regia di Gao Xixi (2014)
- Outcast - L'ultimo templare (Outcast), regia di Nick Powell (2014)
- Di san zhong ai qing, regia di John H. Lee (2015)
- Ye kong que, regia di Dai Sijie (2016)
- Zhi qing chun: yuan lai ni hai zai zhe li, regia di Zhou Tuo Ru (2016)
- San sheng san shi shi li tao hua, regia di Zhao Xiaoding e Anthony LaMolinara (2017)
- Era mio nemico, regia di Bille August (2017)
- Er dai yao jing zhi jin sheng you xing, regia di Xiao Yang (2017)
- Mulan, regia di Niki Caro (2020)

### Televisione
- Jin fen shi jia (金粉世家) - serie TV (2003)
- Tian long ba bu (天龍八部) - serie TV (2003)
- Xian jian qi xia zhuan (仙剑奇侠传) - serie TV (2005)
- Doukou nianhua (豆蔻年华) - serie TV (2005)
- Shen diao xia lu (神鵰俠侶) - serie TV, 40 episodi (2006)
- Nan tanzhai bilu (南烟斋笔录) - serie TV (2019)

### Doppiaggio
- Se stessa in Mulan (doppiaggio cinese)[3]

## Discografia

### Album in studio
- 2006 – Liu Yifei
- 2006 – All My Words

## Doppiatrici italiane
Nelle versioni in italiano dei suoi film, Liu Yifei è stata doppiata da:
- Veronica Puccio in Outcast - L'ultimo templare
- Monica Ward in Il regno proibito
- Eva Padoan in Mulan